# Dahrav
Dahrav (in armeno Դահրավ?, in azero Dəhrəv) o Gayabashy (in azero Qayabaşı) è una piccola comunità rurale del distretto di Xocalı dell'Azerbaigian, facente parte fino al 2023 della regione di Askeran nella repubblica di Artsakh (fino al 2017 denominata repubblica del Nagorno Karabakh).
Nel 2005 contava poco più di duecento abitanti e sorge in collina (sponda destra del torrente Badara) al limite occidentale dell'area pianeggiante di Askeran.
È conosciuta anche come Dagrav.

## Monumenti e luoghi d'interesse
Tra i siti del patrimonio storico presenti nel villaggio e nei suoi dintorni vi sono i khachkar murali del 1081 e del 1276, la chiesa di Sren Nahatak del XII-XIII secolo (armeno: Սռեն նահատակ), una cappella del XII-XIII secolo, un cimitero risalente al periodo compreso tra il XVI e il XIX secolo, il santuario di Yeghtsahogh del XVII-XVIII secolo (armeno: Եղցահող), un santuario del XVIII-XIX secolo, un monumento a sorgente del XIX secolo, il monumento a sorgente di Raffi (armeno: Րաֆֆի) del 1800 e la chiesa di San Giovanni (armeno: Սուրբ Հովհաննես եկեղեցի) del XIX secolo.